# Einar Stray Orchestra
Einar Stray Orchestra (bis 2013: Einar Stray) ist eine norwegische Indie-Pop- und Post-Rock-Band.
Einar Stray begann in Skandvika, einer kleinen Gemeinde südwestlich von Oslo, mit ihrer Musik. Bei der Popkomm in Berlin kam es zum Kontakt mit dem Label Sinnbus, bei dem sie seitdem unter Vertrag stehen. 2011 wurde ihr Debütalbum Chiaroscuro in Deutschland, Österreich, der Schweiz, Japan und Norwegen veröffentlicht. Chiaroscuro ist ein Ausdruck aus der Malerei für Hell-Dunkel-Inszenierungen und steht in dem Fall für Einar Strays melancholischen Indie-Pop, mit dem sie den Dualismus Gut und Böse darstellen wollen.
Ihre Musik ist durch Bright Eyes, Sufjan Stevens und Godspeed You! Black Emperor inspiriert.

## Diskografie
- 2011: Chiaroscuro (Album, Sinnbus)
- 2012: For the Country (EP, Sinnbus)
- 2014: Politricks (Album, Sinnbus)
- 2017: Dear Bigotry (Album, Sinnbus)